# Flipsyde
Flipsyde is een Amerikaanse rapcore-band uit Oakland, Californië. De groep bestaat uit Steve Knight, Dave Lopez, en Jinho "Piper" Ferreira. Ze hebben getoerd met Fort Minor, The Black Eyed Peas en Snoop Dogg.
Het eerste album, We the People, kwam uit in juli 2005 en werd positief ontvangen door fans en critici. Bijna vier jaar later kwam de band in 2009 met hun tweede album, genaamd State of Survival. De band was intussen van samenstelling veranderd. DJ D-Sharp had de band verlaten en zangeres Chantelle Paige was toegetreden tot de groep. Ondanks een kleine hit in Zweden, Polen en Denemarken met het nummer When it was Good, bracht de samenwerking niet het gehoopte succes. State of Survival zou uiteindelijk zelfs helemaal niet worden uitgebracht in de Verenigde Staten en platenmaatschappij Interscope verbrak de samenwerking met het kwartet. Na een pauze van zo'n anderhalf jaar kondigde Flipsyde aan weer terug te keren, ditmaal als trio. Paige besloot zich verder te richten op haar solocarrière.

## Olympische Spelen
Hun eerste single Someday werd door de Amerikaanse zender NBC gekozen als themesong van de Olympische Winterspelen 2006 in Turijn. De zender koos het nummer vanwege de tekst die gaat over de moed en het doorzettingsvermogen die nodig zijn om je doelen te bereiken, ook al lijkt dit onmogelijk. In 2008 is de single Champion gekozen voor de Amerikaanse Soundtrack.

## Discografie

### Albums
- We the People
  - Released: 12 juli 2005
  - Singles: "Someday","Happy Birthday", "Trumpets", "Angel" en "No More".
  - Aantal verkochte exemplaren: 250.000 (wereldwijd)[2]
- State of Survival
  - Release: April 2009
  - Singles: "Toss it Up" (ft. Akon), "When It Was Good", "A Change".
- The Phoenix (ep)
  - Released: Juli 2011

### Singles
- Someday (2005)
- Happy Birthday (ft. t.A.T.u.) (2006)
- Trumpets (Never Be The Same Again) (2006)
- Angel (2006)
- No More (2006)
- Champion (2008)
- When It Was Good (2009)
- A Change (2009)
- Act Like A Cop Did It (2011)
- Livin' It Up (2011)